# Heteropogon polystachyus
Heteropogon polystachyus är en gräsart som först beskrevs av William Roxburgh, och fick sitt nu gällande namn av Schult.. Heteropogon polystachyus ingår i släktet Heteropogon och familjen gräs. Inga underarter finns listade i Catalogue of Life.